# Hűvösvölgyi Ildikó
Hűvösvölgyi Ildikó (Budapest, 1953. június 9. –) Kossuth-díjas magyar színművésznő, a Soproni Petőfi Színház és a Turay Ida Színház örökös tagja.

## Életpályája
A Bartók Béla Konzervatórium zongora–ének szakán érettségizett 1971-ben, tanárai Kertész Lajos és Fábry Edit voltak. 1975-ben prózai színészként diplomázott a Színház- és Filmművészeti Főiskolán, Horvai István és Kapás Dezső osztályában. 
Pályakezdőként egy évig a Veszprémi Petőfi Színházban játszott. 1976 óta kisebb megszakításokkal a Madách Színház művésznője. Tíz évig dolgozott a Magyar Rádióban műsorvezetőként. A Bartók Rádióban a Muzsikáló délután élő adásait vezette. A Madách Színház Tolnay Szalonjában muzsikusokról készült portrésorozatot szerkesztette és vezette, ahol vendége volt többek között Kocsis Zoltán, Vásáry Tamás, Szenthelyi Miklós, Tokody Ilona és Gregor József is. 
Tanított zenés mesterséget a Shakespeare Színiakadémián, a Magyar Táncművészeti Főiskolán, a Madách Musical Műhelyben, és a Madách Musical Tánc- és Zeneművészeti Iskolában is. Sokoldalú színésznő, prózai szerepei mellett musicalek zenés-táncos darabok főszerepeit alakította. Évekig játszotta Mindlevery szerepét Webber: Macskák című musicaljében, de énekelt operát is Mozart Varázsfuvolájában Papagéna szerepét Szombathelyen. Játszott többek között a Karinthy Színházban, a Pinceszínházban, a Száguldó Orfeum előadásaiban, Ivancsics Ilona és Színtársaival, a Budaörsi Játékszínben, a tatabányai Jászai Mari Színházban, és 2007-től Sopronban is. A Soproni Petőfi Színház örökös tagjai közé is beválasztották. 
2004 óta a Turay Ida Színház társulatának tagja. Több mint hetven filmben és tévéjátékban szerepelt. Számos elismerése mellett 2012. március 15. alkalmával a Magyar Érdemrend lovagkeresztjével tüntették ki, 2015-ben Kossuth-díjat kapott.
Férje Kisfaludy András Balázs Béla-díjas rendező. Két lányuk született, Nóra és Zsófia.

## Színházi szerepei
| Darab                                     | Szerep                                                | Színház                     | Bemutató             |
| ----------------------------------------- | ----------------------------------------------------- | --------------------------- | -------------------- |
| Acélmagnóliák (Nők búra alatt)            | Emily Eatenton                                        | Száguldó Orfeum             | 2006. október 21.    |
| A csodálatos Vargáné                      | Vargáné                                               |                             |                      |
| A fösvény                                 | Marianne                                              |                             |                      |
| Ágacska                                   | Pösze egér                                            | Madách Színház              | 1993. október 17.    |
| A hölgy fecseg és nyomoz                  | ALice Postic                                          |                             |                      |
| A kétbalkezes varázsló                    | Irma néni, nyugdíjas boszorkány                       | Madách Színház              | 2004. szeptember 24. |
| Apácák                                    | Mária Amnesia nővér                                   | Madách Színház              | 1992. december 31.   |
| A szabin nők elrablása                    | Retteginé                                             | Turay Ida Színház           | 2008. május 10.      |
| A szabin nők elrablása                    | Retteginé                                             | Soproni Petőfi Színház      | 2008. szeptember 20. |
| Az ördög                                  | Selyem Cinka                                          |                             |                      |
| A varázsfuvola                            | Papagéna                                              |                             |                      |
| Bubamara                                  | Irén, a gimnazista fiú anyja                          | Turay Ida Színház           |                      |
| Charley nénje                             | Donna Lucia d'Alvadorez, a Charley nénje              | Pódium Színház              |                      |
| Csakazértis szerelem                      | Zavargó Vendelné szül. Finta Rozália, Tamás nagyanyja | Turay Ida Színház           | 2014. március 1.     |
| Csak semmi szexet, kérem, angolok vagyunk | Eleanor Hunter                                        | Turay Ida Színház           |                      |
| Döglött aknák                             | Paálné                                                | Soproni Petőfi Színház      | 2006. december 15.   |
| Édes fiaim                                | Sue Bayliss                                           | Soproni Petőfi Színház      | 2009. november 28.   |
| Édes fiaim                                | Sue Bayliss                                           | József Attila Színház       | 2013. február 9.     |
| Égben maradt repülő                       | M. Monnot; Anya; Nővér                                | Turay Ida Színház           | 2016. február 20.    |
| Egy nyári éj mosolya                      | Charlotte Malcolm grófnő                              |                             |                      |
| Énekes madár                              | Gondos Eszter, vénlány                                | Turay Ida Színház           | 2005. szeptember 30. |
| Furcsa pár                                | Mickey                                                | Budaörsi Játékszín          | 2000. szeptember 9.  |
| Gábriel és Gábriella                      | Gábriella                                             |                             |                      |
| Irma, te édes                             | Irma                                                  |                             |                      |
| Isadora                                   |                                                       | Pinceszínház (Budapest)     | 2008. március 8.     |
| Janika                                    | Malvin, öltöztető                                     | Jászai Mari Színház, Népház | 2003. március 26.    |
| Janika                                    | Malvin, öltöztető                                     | Turay Ida Színház           |                      |
| János vitéz                               | Ilsuka                                                |                             |                      |
| Játsszunk Mozarttal!                      | Stanci, próbababa                                     | Madách Színház              | 2002. október 1.     |
| Lóvá tett lovagok                         | Jutka                                                 |                             |                      |
| Macskák                                   | Mindlevery                                            |                             |                      |
| Mária főhadnagy                           | Lebstück Mária                                        |                             |                      |
| Mária evangéliuma                         | Mária                                                 |                             |                      |
| Mario és a varázsló                       | Angiolierné                                           | Madách Színház              | 1996. december 12.   |
| Női furcsa pár                            | Florence                                              | Száguldó Orfeum             |                      |
| Olympia                                   | Lina                                                  | Turay Ida Színház           | 2004. november 12.   |
| Osztrigás Mici                            | Petyponné                                             | Turay Ida Színház           |                      |
| Őrült nász avagy esküvő a lokálban        | Madame Gaston, házasságközvetítő                      | Karinthy Színház            | 2005. december 16.   |
| Úri muri                                  | Rozika                                                |                             |                      |
| Segítség, én vagyok a feleségem!          | Vilma, bejárónő                                       | Turay Ida Színház           | 2014. április 19.    |
| Sybill                                    | Nagyhercegnő                                          | Turay Ida Színház           | 2004. május 15.      |
| Tatárjárás                                | Mogyoróssy                                            |                             |                      |
| Ünnepi ügyelet                            | Molnárné                                              | Budaörsi Játékszín          |                      |
| Vidám kísértet                            | Madame Arcati                                         | Turay Ida Színház           | 2005. július 1.      |
| Wiener Walzer                             | Nő                                                    | Budaörsi Játékszín          | 2005. január 15.     |

## Kitüntetései
- Magyar Rádió Nívódíja (1978, 1986, 1987)
- Szentendre különdíja (1982)
- Állami Ifjúsági Díj (1983)
- Turay Ida-vándordíj (2004)
- A Magyar Érdemrend lovagkeresztje (2012)
- Kossuth-díj (2015)
- Cornelius-díj (2015)
- Kék madár-díj (2015)
- Budapestért díj (2018)[4]
- Tolnay Klári-díj (2023)[5]
- Őrbottyán díszpolgára (2023)
- A Turay Ida Színház örökös tagja (2023)[6]

## Filmjei

### Játékfilmek
- Hangyaboly (1971)
- Csínom Palkó (1973)
- Ballagó idő (1976)
- Az élet muzsikája – Kálmán Imre (1984)
- István, a király (1984)
- Az unoka (2022)

### Tévéfilmek
- Zöld dió (1974)
- Aucasin és Nicolette (1974)
- Bach Arnstadtban (1975)
- Mézeshetek (1975)
- Trisztán (1975)
- Néhány első szerelem története (1975)
- Beszterce ostroma 1–3. (1976)
- Süsü, a sárkány (1976–1984) – Királylány hangja
- Az ünnepelt (1978)
- Bodnárné (1978)
- Küszöbök 1–6. (1978)
- A világ közepe (1979)
- Karcsi kalandjai (1980)
- Ők tudják, mi a szerelem (1983)
- Ágacska (1984)
- Szeret-e még? (1984)
- Sartorius úr házai (1984)
- A téli csillag meséje (1984)
- Leányvásár (1985)
- A Freytág testvérek (1989)
- A csodakút
- Ünnepi ügyelet
- Klipperek (2005)
- Oltári csajok (2017–2018)[7]

## Szinkronszerepei

### Film
- Dumbó (Dumbo) [1941]
- New Orleans angyala (The Flame of New Orleans) [1941]
- Monte Cristo grófja (Le comte de Monte-Cristo) [1954]
- Nem vagyunk angyalok (We're No Angels) [1955] – Isabelle Ducotel – Gloria Talbott
- Bűn és bűnhődés (Crime et châtiment) [1956]
- Nagy Sándor (Alexander the Great) [1956]
- Gigi (Gigi) [1958] – Liane d`Exelmans Eva Gabor
- Hüvelyk Matyi (Tom Thumb) [1958] – Erdő királynője – June Thorburn
- A kétéltű ember (Chelovek-Amfibiya) [1961] – Gutiere Baltazar – Anastasiya Vertinskaya
- West Side Story (West Side Story) [1961]
- Iván gyermekkora (Ivanovo detstvo) [1962] – Mása – Valentina Malyavina
- Míg tart a bor és friss a rózsa (Days of Wine and Roses) [1962]
- Kékszakáll (Landru) [1963]
- A különleges osztály (Neobycejná trída) [1965]
- Nagyítás (Blowup) [1966] – Régiségbolt-tulajdonos – Susan Broderick
- Lagardere lovag kalandjai (Lagardère) [1967] – Aurore de Nevers – Michèle Grellier
- Asterix és Kleopátra (Astérix et Cléopâtre) [1968] – Kleopátra – Micheline Dax
- Lopott csókok (Baisers volés) [1968]
- Ha kedd van, akkor ez Belgium (If It's Tuesday, This Must Be Belgium) [1969] – Irma Blakely – Reva Rose
- Airport '69 (Airport) [1970] – Cindy Bakersfeld – Dana Wynter
- Családi fészek (Domicile conjugal) [1970] – Madame Darbon – Claire Duhamel
- Az özvegy Coudercné (La veuve Couderc) [1971] – Félicie – Ottavia Piccolo
- Mindenki szép, mindenki kedves (Tout le monde il est beau, tout le monde il est gentil) [1972]
- Snoopy, gyere haza! (Snoopy Come Home) [1972] – Clara – Linda Ercoli
- Veronika és a bűvös zsák (Veronica) [1972]
- Gawain és a Zöld lovag (Gawain and the Green Knight) [1973]
- A túsz (Dmitriy Kantemir) [1973] – Rodyka – Natalya Varley
- Az Alhambra meséi (Cuentos de la Alhambra) [1974]
- Mi ez, ha nem szerelem? (Esli eto ne lyubov, to shto zhe?) [1974]
- Rejtett forrás (Skrytý pramen) [1974] – Magda Vášáryová
- Az élet dicsérete (All Creatures Great and Small) [1975]
- Asterix tizenkét próbája (Les douze travaux d'Astérix) [1976]
- Maradhatok még? (Kann ich noch ein bisschen bleiben?) [1976] – Röschen Weber – Gila von Weitershausen
- Nem tudjátok a napot és az órát (Weder Tag noch Stunde) [1976] – Erika – Sabine von Maydell
- Rómeó és Júlia (Romeo & Juliet) [1978] – Júlia – Rebecca Saire
- Üzenet az űrből (Uchu kara no messeji) [1978] – Meia – Peggy Lee Brennan
- Hüvelyk Panna (世界名作童話 おやゆび姫) [1978] – Hüvelyk Panna – Szugijama Kazuko
- A kristálytükör meghasadt (The Mirror Crack'd) [1980] – Ella Zielinsky – Geraldine Chaplin
- Maci Laci első karácsonya (Yogi's First Christmas) [1980] – Taracki Perecke asszonyság – Janet Waldo
- Hattyúk tava (Sekai meisaku dôwa: Hakuchô no mizûmi) [1981] – Margarita
- Aladdin és a csodalámpa (Arajin to maho no ranpu) [1982] – Badrarbudur hercegnő
- Lear király (King Lear) [1982] – Cordelia – Brenda Blethyn
- Sok pénznél jobb a több (Pour 100 briques t'as plus rien...) [1982] – Caroline – Elisa Servie
- Gyilkos a toronyházban (Through Naked Eyes) [1983] – Anne Walsh – Pam Dawber
- Édes gondok (Sladké starosti) [1984] – Tanítónő – Anna Mal'ová
- Zsaroló zsaruk (Les ripoux) [1984] – Natasha – Grace De Capitani
- Veszélyes éj (Fright Night) [1985] – Judy Brewster – Dorothy Fielding
- Gréti...! (Egy kutya feljegyzései) [1986] – Hetyke
- Star Trek IV: A hazatérés (Star Trek IV: The Voyage Home) [1986] – Dr. Gillian Taylor – Catherine Hicks
- Arizonai ördögfióka (Raising Arizona) [1987] – Ed – Holly Hunter
- A canterville-i kísértet (The Canterville Ghost) [1987] – Caroline néni – Deddie Davies
- Paddington 16:50 (4.50 from Paddington) [1987] – Lucy Eyelesbarrow – Jill Meager
- Vágyrajárók (Club de rencontres) [1987]
- Münchausen báró kalandjai (The Adventures of Baron Munchausen) [1988] – Rose – Uma Thurman
- Vili, a veréb [1989] – Csiperke
- Gulliver utazásai (Gulliver's Travels) [1996]
- Attila, Isten ostora (Attila) [2001] – Placidia – Alice Krige
- Az elveszett ereklye kalandorai – A Loculus-kód (Revelation) [2001]
- Osama (Osama) [2003] – Anya – Zubaida Sahar
- A félelem kórháza (Kingdom Hospital) [2004]
- Gyilkos áldás (Blessed) [2004] – Dr. Leeds – Debora Weston
- Első a szerelem (Prime) [2005] – Lisa Metzger – Meryl Streep
- Balhüvelykem bizsereg… (By the Pricking of My Thumbs) [2006] – Betty Johnson – Bonnie Langford
- Trisztán és Izolda (Tristan + Isolde) [2006] – Bragnae – Bronagh Gallagher
- Sweeney Todd – A Fleet Street démoni borbélya (Sweeney Todd: The Demon Barber of Fleet Street) [2007] – Mrs. Lovett – Helena Bonham Carter
- Jesse Stone – Vékony jégen (Jesse Stone: Thin Ice) [2009] – Rose Gammon – Kathy Baker
- Kutya egy év (A Dog Year) [2009] – Brenda King – Welker White
- Kisvárosi rock'n roll (Cemetery Junction) [2010] – Mrs. Kendrick – Emily Watson
- A komornyik (The Butler) [2013] – Nancy Reagan – Jane Fonda

### Sorozat
- Hupikék törpikék (The smurfs) (1981 – 1989) – Főcímdal
- Ki vagy, doki ? (Doctor Who) (2005 – 2006) – Jackie Tyler